# Evergestis hordealis
Evergestis hordealis is een vlinder uit de familie van de grasmotten (Crambidae). De wetenschappelijke naam van de soort is voor het eerst gepubliceerd in 1915 door Pierre Chrétien .
De soort komt voor in Marokko en Algerije.